# Venus, Mars und Amor (Tizian)
Venus, Mars und Amor ist ein Gemälde des italienischen Malers Tizian aus dessen Spätwerk, datiert wird es auf „nach 1570“. Es handelt sich um ein Ölgemälde auf Leinwand mit einer Größe von 97 × 109 Zentimetern und ist in einen Rahmen mit den Maßen 111,5 × 130 × 8 Zentimeter gefasst. Das Bild bzw. eine Fassung aus der Werkstatt Tizians befindet sich im Besitz des Kunsthistorischen Museums in Wien.

## Beschreibung
Das Zentrum des Bildes nimmt die unbekleidete Göttin Venus ein, die auf dem Rücken liegend mit ihrem rechten Arm den hinter ihr im linken Bilddrittel befindlichen Mars umarmt und küsst. Im oberen rechten Bildteil befindet sich der fliegende Amor, der seinen Bogen und einen Pfeil in den Händen hält und das Paar beobachtet. Die Szene spielt sich in einer offenen Landschaft ab, im Hintergrund ist ein hoher Baum erkennbar.
Die Venus liegt mit halb erhobenem Oberkörper angelehnt an ein weißes Kissen an einem Hügel und ist vollständig unbekleidet, der linke Oberschenkel ist teilweise von einem weißen und zwischen den Schenkeln mit der linken Hand gehaltenen Tuch bedeckt. Das linke Bein ist leicht gestreckt, das rechte angewinkelt und beide Füße sind auf den Boden gestellt. Der linke Arm liegt ausgestreckt auf ihrem Körper und endet in der Hand am Laken, der rechte ist erhoben und umfasst den Kopf des Mars im Haar, dem sich auch der Kopf zudreht. Mars befindet sich hinter dem Kissen und ist mit einem rötlichen Panzer bekleidet. Sichtbar von ihm sind nur der Oberkörper mit dem rechten Arm, der über das Kissen gestreckt ist und dessen Hand unter dem Gesäß der Venus liegt, der der Venus zugewandte Kopf und die linke Hand, die das Kissen umfasst. Unterhalb des Kissens am linken Bildrand liegen der Helm und das in einer Schwertscheide steckende Schwert des Mars. Amor befindet sich fliegend im rechten oberen Bildteil und ist dem Paar zugewendet. Der rechte Arm ist angewinkelt und in seiner rechten Hand hält er einen Pfeil. Der linke Arm ist gestreckt und die Hand hält einen Bogen. Amor trägt ein helles Hemd, sein Unterkörper ist nackt, über seiner rechten Schulter trägt er zudem seinen Köcher.
Im Hintergrund befindet sich eine mediterrane Landschaft mit einem nahe stehenden Baum und weiteren Bäumen, Wiesen und Hügeln am Horizont.

## Einordnung und Deutung
Das Bild ist eine Variation des Bildmotivs „Venus und Mars“, bei dem die Göttin Venus gemeinsam mit dem Kriegsgott Mars sowie Amor dargestellt wird. Der mythologische Hintergrund ist eine Liebesaffäre der beiden Gottheiten, bei der die Venus ihren Gemahl Vulcanus betrügt und das Paar später von diesem ertappt wird. Textquelle für das Bildmotiv ist Homers Odyssee, in der Homer erzählt, wie die beiden mitten im Akt von Hephaistos in flagranti entdeckt und in einem Netz gefangen wurden.

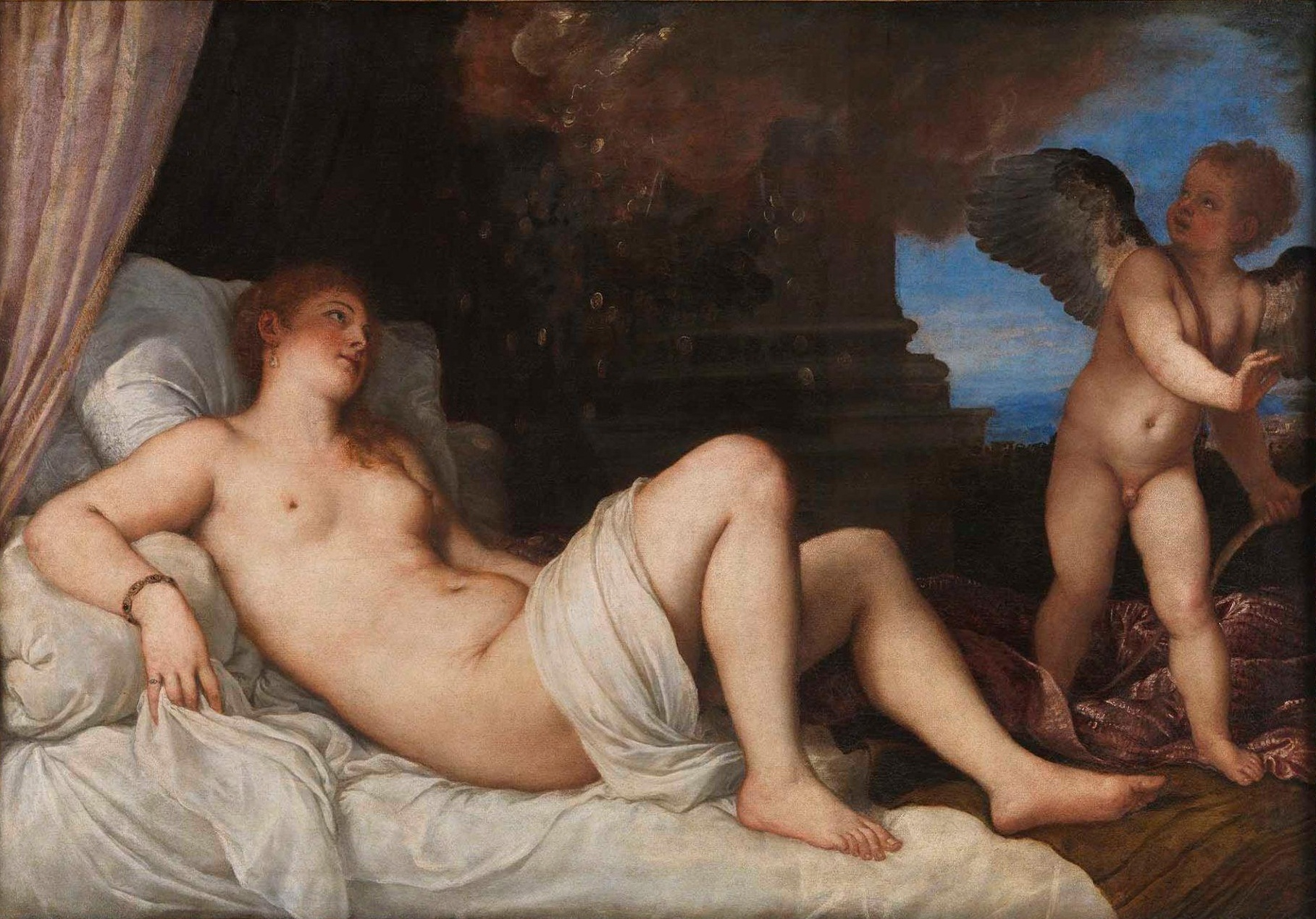
Tizian: Danaë, 1545–1546, Museo del Prado (Madrid)

Das Bild wird der späten Schaffensphase Tizians nach 1570 zugeordnet, wobei Ekkehard Mai die für diese Zeit „typische Komposition, die mit wechselnder thematischer Benennung das Motiv des Liebespaars in dramatischer und ausdrucksstarker Bewegung vor Augen führt.“ Er verweist auf die Danaë-Darstellung Tizians aus den 1550er Jahren, in der die unbekleidete Hauptfigur sich ebenfalls „vollansichtig“ im Vordergrund befindet, und auf dessen Venus und Adonis um 1553, von dem die „heftige Bewegtheit demonstrierter Liebesbeziehung“ mit dem „komplizierten Verschränkungsmotiv der Umarmung von hinten in der Gegenläufigkeit beider Körper“. Dieser Interpretation folgend wäre diese „für Tizian typische amouröse Poesie“ nach den 1550er Jahren zu datieren.
Mai führt zudem die Motivquellen des Bildes zum einen auf mögliche antike Bildmuster wie die Darstellungen der Ariadne und der Quellnymphen zurück, zum anderen jedoch auch auf das zeitgenössische und bekannte Bild Leda und der Schwan von Michelangelo, das Tizian bekannt war. Tizian griff das Sujet Venus und Mars wahrscheinlich nur einmal auf, im Gegensatz etwa zu Venus und Adonis. Mai führt jedoch ein Skizzenbuch von Anthonis van Dyck von 1622/27 an, in der das wohl originale Werk Tizians abgebildet wurde mit Verweis auf die Sammlung der Familie Grimaldi, der sich allerdings nicht bestätigen ließ.

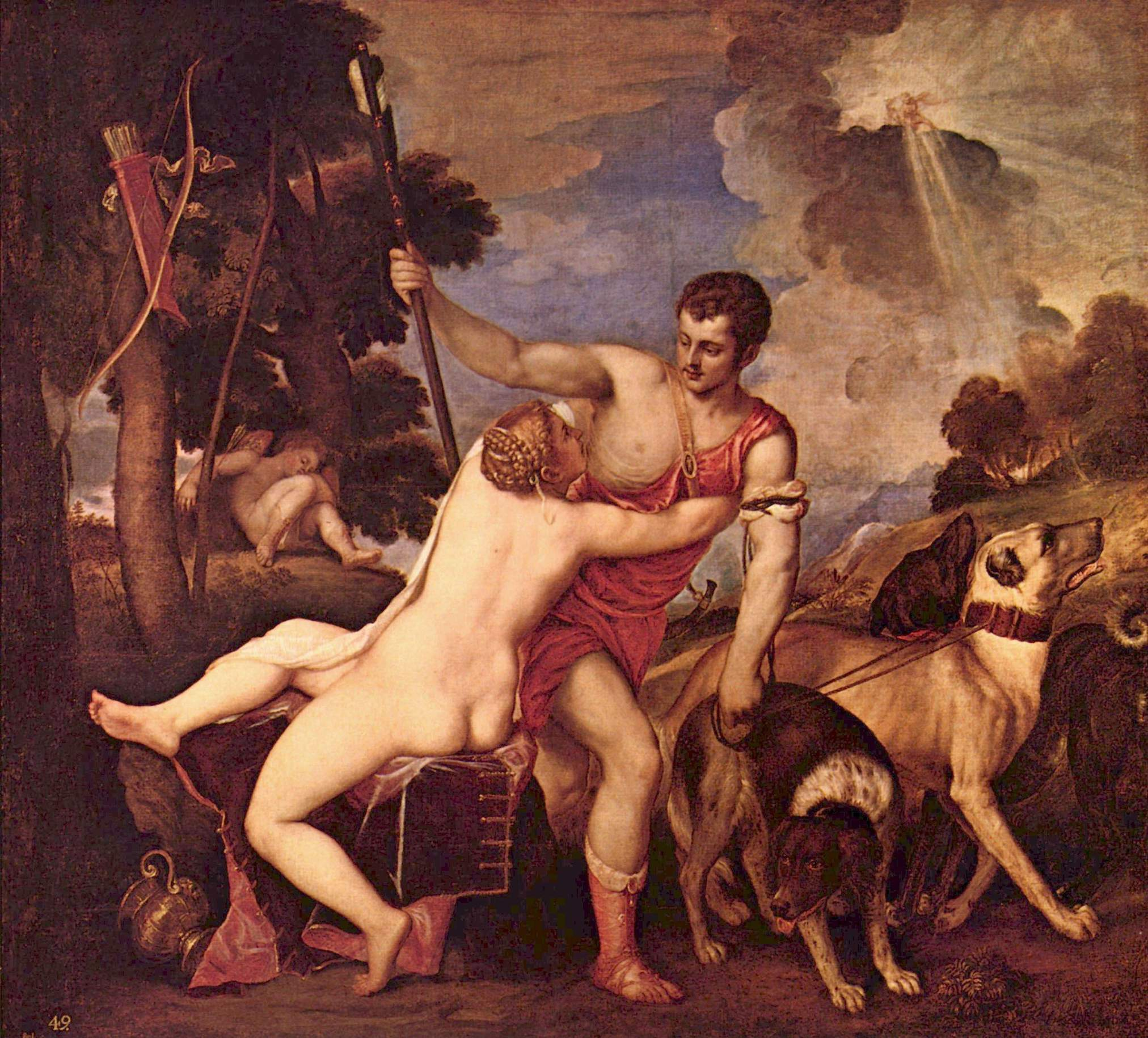
Tizian: Venus und Adonis um 1553, Museo del Prado (Madrid)
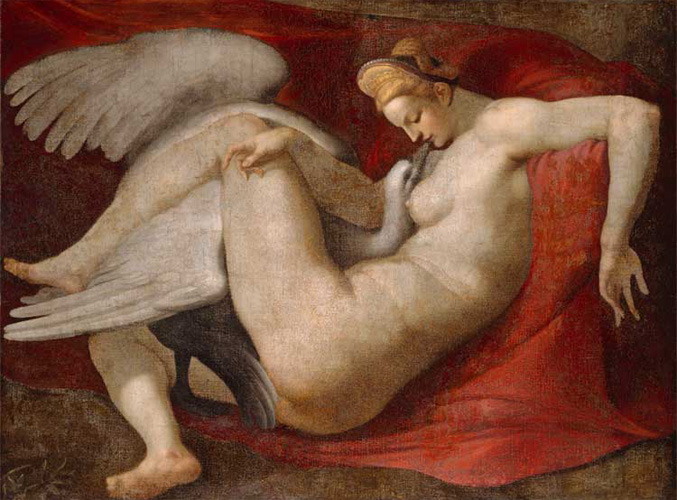
Leda und der Schwan nach Michelangelo, nach 1530, National Gallery (London)
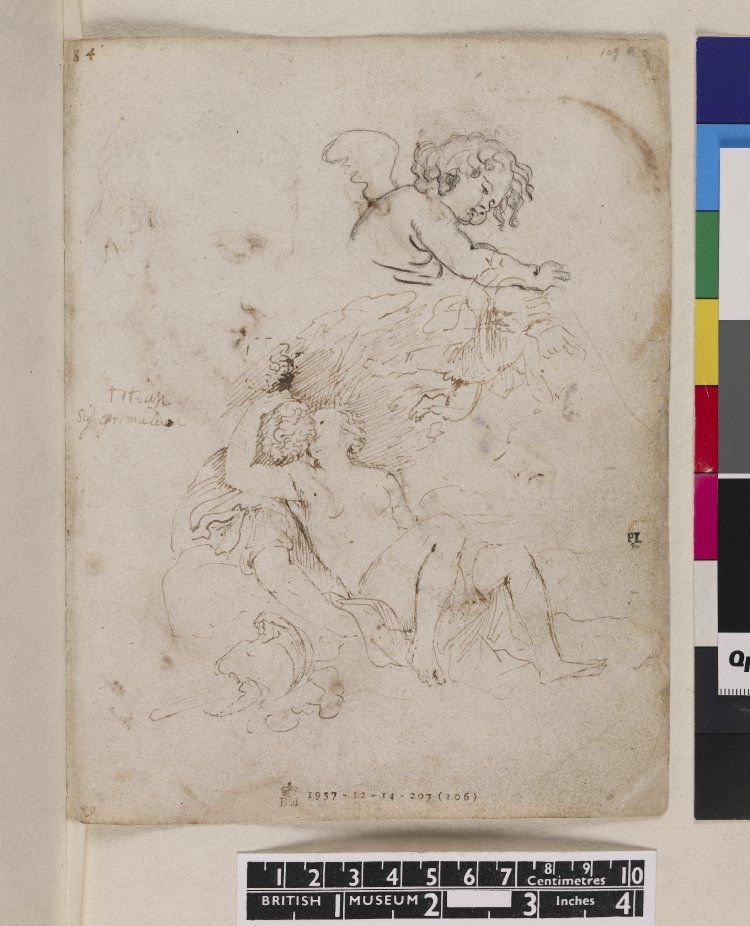
Anthonis van Dyck: Venus and Mars, nach Titian, 1622/27, British Museum (London)

## Provenienz
Das Bild kann bereits seit 1783 in der Gemäldegalerie des Kunsthistorischen Museum nachgewiesen werden. Bei dem Exemplar in Wien ist allerdings unklar, ob es sich um ein Original Tizians oder einer Version aus dessen Werkstatt handelt.